# Pleurochorium
Pleurochorium is een geslacht van sponsdieren uit de klasse van de Hexactinellida.

## Soorten
- Pleurochorium annandalei (Kirkpatrick, 1908)
- Pleurochorium cornutum Ijima, 1927
- Pleurochorium schulzei Schrammen, 1912 †